# コーパスクリスティ海軍航空基地
コーパスクリスティ海軍航空基地（コーパスクリスティかいぐんこうくうきち、英語: Naval Air Station Corpus Christi）は、アメリカ合衆国テキサス州のコーパスクリスティに位置する、アメリカ海軍の基地である。訓練部隊である第4訓練航空団が所在している。

## 所在部隊
コーパスクリスティ海軍航空基地には、以下の部隊が所在している。
海軍航空訓練コマンド隷下
- 第4訓練航空団
  - 第27訓練飛行隊（英語版） - T-6B
  - 第28訓練飛行隊（英語版） - T-6B
  - 第31訓練飛行隊 - T-44C
  - 第35訓練飛行隊 - T-44C

アメリカ海兵隊隷下
- 第22海兵航空訓練支援群（英語版）[3]

アメリカ陸軍隷下
- アメリカ陸軍資材コマンド
  - アメリカ陸軍航空・ミサイルコマンド（英語版）
    - コーパスクリスティ陸軍補給廠（英語版）[4]